# Coracine à col nu
Gymnoderus foetidus, Gymnoderus
Genre
Espèce
Statut de conservation UICN

 LC  : Préoccupation mineure
La Coracine à col nu (Gymnoderus foetidus), unique représentant du genre Gymnoderus, est une espèce de passereaux de la famille des Cotingidae.

## Répartition

Aire de répartition de Gymnoderus foetidus.

Cet oiseau se rencontre en Bolivie, au Brésil, en Colombie, en Équateur, au Guyana, en Guyane, au Pérou, au Suriname et au Venezuela.

## Classification
Le nom valide complet (avec auteur) de ce taxon est Gymnoderus foetidus (Linnaeus, 1758).
L'espèce a été initialement classée dans le genre Gracula sous le protonyme Gracula foetida Linnaeus, 1758.
Ce taxon porte en français le nom vernaculaire ou normalisé suivant : Coracine à col nu,.
Gymnoderus foetidus a pour synonyme :
- Gracula foetida Linnaeus, 1758